# Санта Марија Горети (Асколи Пичено)
Санта Марија Горети (итал. Santa Maria Goretti) насеље је у Италији у округу Асколи Пичено, региону Марке.
Према процени из 2011. у насељу је живело 300 становника. Насеље се налази на надморској висини од 127 м.